# Cidreira
Cidreira es un municipio brasileño del estado de Rio Grande do Sul.
Se encuentra ubicado a una latitud de 30º09'39" Sur y una longitud de 50º14'02" Oeste, estando a una altitud de 60 metros sobre el nivel del mar. Su población estimada para el año 2006 era de 11 767 habitantes.
Ocupa una superficie de 246,362 km².
- Datos: Q1749883
- Multimedia: Cidreira / Q1749883

1. ↑  Worldpostalcodes.org,código postal n.º 95595-000.